# Жан Диденс
Жан Диденс је био белгијски фудбалер, рођен 14. септембра 1906. у Мехелену (Белгија), умро 31. јула 1972.
Играо је на позицији нападача. У каријери је наступао за Расинг Малиноис и репрезентацију Белгије. Одиграо је две утакмице на олимпијском турниру 1928. године у Амстердаму и два меча на првом Светском купу 1930. године у Монтевидеу.